# Le Mois Molière
Le Mois Molière est un festival de théâtre et de musique qui se déroule tous les ans du 1er au 30 juin, dans les rues, parcs, théâtres et sites historiques de la ville de Versailles. Il accueille plus de 100 000 festivaliers.
François de Mazières, adjoint au maire de Versailles, Étienne Pinte, chargé de la culture, crée en 1996 ce festival. Il en assure, depuis lors, chaque année la programmation.
Ce festival vise à promouvoir le renouveau du théâtre populaire, en privilégiant dans sa programmation les jeunes compagnies et en proposant la plupart de ses spectacles en accès libre. « La volonté d'aller dans les quartiers, la gratuité, le côté festif et la volonté de diffusion des grands textes : cela fait partie du code génétique du festival », explique en 2009 François de Mazières, maire de Versailles.
En 2018, le programme du Mois Molière comporte plus de 350 spectacles établis sur 60 sites partout dans la ville. Parallèlement à la programmation artistique officielle, les ensembles théâtraux et musicaux versaillais y présentent leurs dernières créations. Tous les genres de la scène y sont présents : théâtre, cirque, musique et danse, avec des mises en scène contemporaines ou classiques. Les spectacles sont accessibles pour tous les âges, afin de faire connaitre la culture théâtrale aux plus jeunes. Le Mois Molière est désormais considéré comme l'antichambre d'Avignon, l'intermédiaire obligatoire.

## Historique

### Le choix du nom

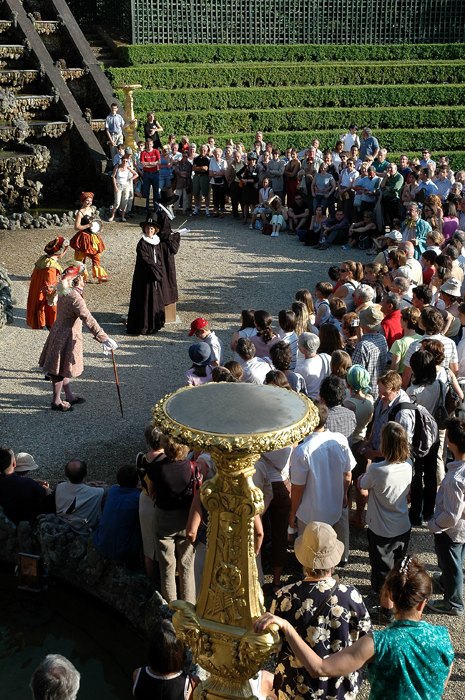
Monsieur de Pourceaugnac en 2006

Le nom de Mois Molière est une référence au lien qui unit le grand dramaturge à la ville de Versailles ; en effet, c'est dans le cadre du château, où Louis XIV séjournait avec sa cour, que Molière a créé un grand nombre de ses pièces. Son œuvre, qui associe le théâtre, la musique et la danse, constitue aujourd'hui la part la plus populaire du répertoire théâtral français, et rejoint par là les objectifs affichés du festival. Le nom Mois Molière désigne donc le théâtre dans son ensemble ; loin de se cantonner à des pièces de Molière, la diversité du festival offre un panel de choix entre des auteurs classiques ou des créations récentes, aux mises en scènes contemporaines ou plus fidèles à l'époque de création d'une pièce.

### Les débuts
Le Mois Molière est lancé le 1er juin 1996, sous la houlette de Francis Perrin, alors directeur du Théâtre Montansier, qui sillonne les rues versaillaises sur sa charette, avec sa troupe. Il monte La Jalousie du barbouillé, puis, l'année suivante, Le Médecin volant et Les Fâcheux. En 1999, il passe le flambeau à Jean-Daniel Laval, qui prend la direction du théâtre.
De nouveaux lieux de représentation sont ouverts: la Cour de la Grande Écurie, qui devient l'espace central du festival, la Galerie des Moulages de la Petite Écurie, où se produisent Romane Bohringer et Isabelle Carré en 2003 (Hugo à deux voix, m.e.s. Nicole Aubry), la colonnade du Grand Trianon, où Philippe Caubère donne en 2003 En hommage à El Nimeno II. Puis vient le Potager du Roi, investi par Stéphanie Tesson et ses Fantaisies potagères (2003), qui seront suivies par les Fantaisies microcosmiques (2004) et les Fantaisies bucoliques (2005), une trilogie écrite pour le lieu. En 2005, les Bosquets du Château de Versailles accueillent à leur tour des représentations, dont La Princesse d'Elide de Comédiens et Compagnie (m.e.s. Jean-Hervé Appéré) et Le Bourgeois gentilhomme par le Poème Harmonique (m.e.s. Vincent Dumestre). L'espace Richaud, dernier équipement culturel de la ville, devient également le décor de pièces comme Britannicus (2016) de Jean Racine ou encore Cinna (2017) de Pierre Corneille, toutes deux mises en scène par Jean-Luc Jeener. Les espaces de la rue comme la place d'Armes, ou encore  la place du marché Notre-Dame deviennent également des scènes éphémères.

### Les 15 ans

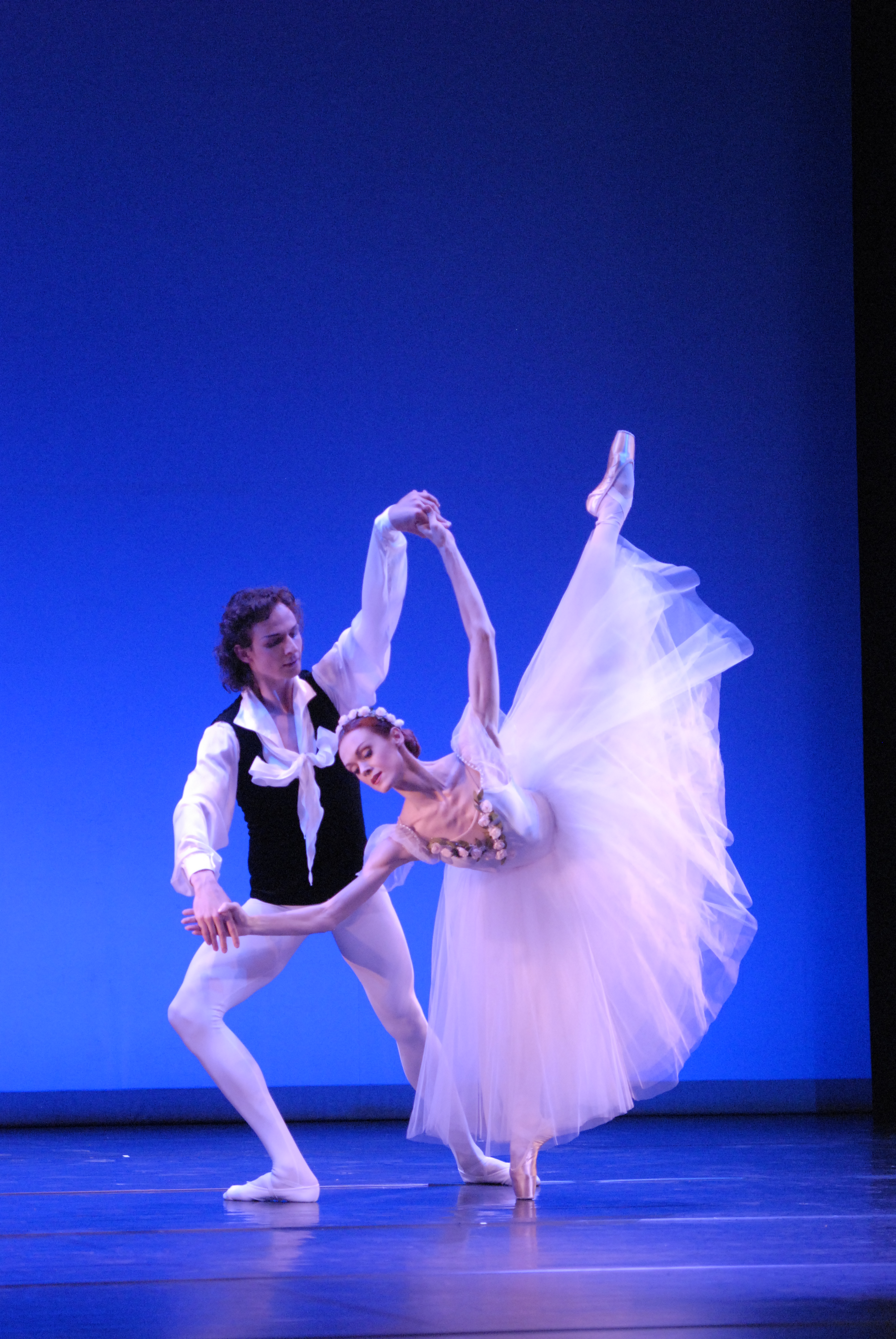
Carte blanche à Ouliana Lopatkina en 2010.

En 2010, Le Mois Molière fête ses quinze ans d'existence et rend hommage à la comédie en lui consacrant sa semaine d'ouverture. Chaque soir, un grand spectacle comique de style différent est présenté à la Grande ou à la Petite Écurie (opérette, comédie musicale, pièce classique, humoristes...).
Les trois semaines suivantes sont consacrées à la découverte et à l'innovation artistique. De grands noms du théâtre, tels Denis Podalydès et Nicolas Vaude, viennent célébrer cette édition anniversaire, et de nombreuses compagnies présentent leurs nouvelles créations. Parmi elles, Comédiens et Compagnie avec une version baroque de La Nuit des Rois de Shakespeare, Star théâtre avec son thriller inédit Richard III (ou presque) de Thimoty Daly, ID productions avec sa comédie musicale Je t'aime, tu es parfait : change!, la première adaptation française de Joe di Pietro et Jimmy Roberts, qui avaient créé I Love You, You're Perfect, Now Change! sur Broadway en 1997 et le Théâtre en Fut de Montréal avec Le Jumeau de Molière. Côté international, la danseuse-étoile du Théâtre Mariinski de Saint-Pétersbourg, Ouliana Lopatkina, se produit dans un duo inédit rendant hommage aux grandes danseuses russes. Carlo Boso, directeur de l'AIDAS est quant à lui l'invité d'honneur du théâtre de rue, puisqu'il présente ses nouvelles créations de Commedia dell'arte dans tous les parcs et jardins de la ville.
Pour cette édition, Le Mois Molière présente 250 manifestations sur 40 sites. Plus de 75000 festivaliers assistent aux représentations, remplissant la quasi-totalité des jauges du festival.

### Les 20 ans
En 2016, le Mois Molière fête ses 20 ans. L'édition de 2016 est marquée par de nombreux temps forts: nombreuses créations théâtrales, "charrette de Molière", États généraux du théâtre populaire et lectures-événements.
Au total, plus de 350 représentations (théâtre, cirque, musique, danse) dans toute la ville, pour les 100 000 festivaliers qui s'y rendent.

## Axes artistiques
Depuis 2016, le Mois Molière accueille en moyenne par plus de 100 000 spectateurs chaque année. Confronté à un public trop massif pour ses jauges de représentations, il poursuit l'ouverture de nouveaux lieux de spectacles dans la ville. La demande, en lien avec le nombre de visiteurs, est toujours croissante. Artistiquement, le festival maintient ses axes historiques tout en renforçant la diversification de sa programmation, au travers de pièces qui restent essentiellement comiques.

### Molière

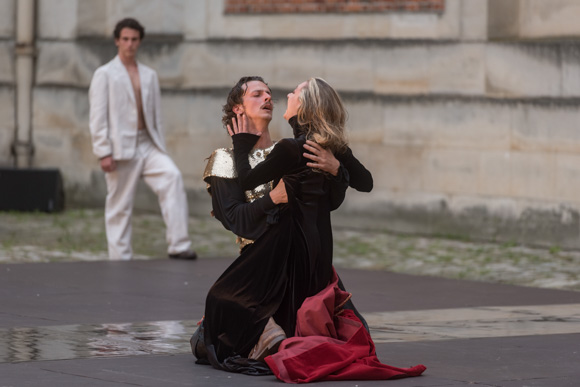
Andromaque d'Anne Delbée à la Grande Écurie - Mois Molière 2018

Le festival privilégie Molière dans sa dimension de génie universel et met en avant la multiplicité d'interprétations auxquelles ses pièces peuvent donner lieu. Chaque année sont présentées de grandes mises en scènes classiques, comme le Tartuffe de Colette Roumanoff ou Andromaque d'Anne Delbée en 2018, ou encore des créations plus contemporaines, comme Amok de Stephan Zweig par Caroline Darnay en 2017 et de libres adaptations, comme Le dernier jour d'une condamnée, réadaptation de Victor Hugo par le metteur en scène Cédric Coppola en 2018.
En 2009, Jean-Luc Jeener conçoit le premier Cycle Molière dans la Galerie des moulages de la Petite Écurie : huit pièces sont extraites de son intégrale Molière montée en 2008 au Théâtre du Nord-Ouest.

### Lacommedia dell'arte

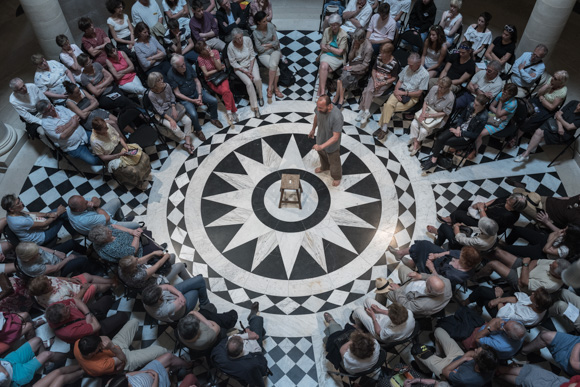
Le dernier jour d'un condamné par M.Popovici à l'Espace Richaud - Mois Molière 2017

En 2002, le Mois Molière accueille Carlo Boso et sa mise en scène de Scaramouche. La commedia dell'arte devient alors la marque de fabrique du festival, qui y voit une excellente représentante des valeurs qu'il porte depuis sa création. Depuis cette date, ce metteur en scène est présent chaque année pour proposer des adaptations de grands classiques. En 2018, Carlo Boso et l'Académie Internationale des Arts du Spectacle ont mis en scène le triptyque des Atrides : Agamemnon, Les Choéphores et Les Euménides.
Après la création de La Princesse folle par Anthony Magnier en 2003, des jeunes troupes (Viva la Commedia, Comédiens et Compagnie, l'Académie internationale des Arts du Spectacle...) prennent l'habitude de présenter chaque année à Versailles leurs nouvelles créations avant de partir au Festival d'Avignon. Le Mois Molière privilégie alors ce genre théâtral au travers de réinterprétations modernes de grands classiques, ou de créations originales. Il présente notamment La Flûte enchantée, par Comédiens et Compagnie, Le Songe d'une nuit d'été, par Viva la Commedia, Commedia cathodique, de François Zéméaris, La Mégère à peu près apprivoisée, par Los Figaros, ou encore Un cœur pour Samira, de Christophe Alévêque. Devenu le plus important événement de commedia dell'arte en France, le Mois Molière lance en 2009 les premiers États généraux de la commedia dell'arte, une rencontre internationale pour s'interroger sur l'actualité et la diversité de ce genre théâtral. Elle permet en outre de rendre plus visible son lien avec Molière .
Les maîtres de la commedia dell'arte Carlo Boso, Alberto Nason, Luca Franceschi, Mario Gonzalez, Antonio Fava, Stefano Perocco di Meduna et Siro Ferrone répondent à l'appel et animent des stages professionnels et amateurs, des tables-rondes, et des conférences, conjointement à des universitaires européens (Stefan Hulfeld, Maria dell Valle, Irène Mamczarz, Richard Andrews notamment). Stefano Perocco di Meduna, facteur de masques, installe son atelier éphémère près du Château de Versailles et une exposition de masques de commedia dell'arte est présentée au public par Alberto Nason.
Christophe Barbier, directeur de L'Express, anime le débat « La commedia en création ».
Vingt-six pièces de commedia sont présentées, parmi lesquelles de grands classiques recréés pour le festival, comme La Trilogie de la villégiature, par l'Académie internationale des arts du spectacle ou Georges Dandin, par Casa Orfea, et des créations originales, comme le surréaliste Prova Aperta de Luca Franceschi, entre autres.

### Diversification et internationalisation
Le Mois Molière élargit au fil des ans sa notion de théâtre populaire, en présentant de nouvelles formes qui s'éloignent des représentations classiques.
Cette évolution, amorcée avec les spectacles déambulatoires au Potager du Roi dès 2003, est particulièrement visible depuis 2009 avec la création de la comédie musicale Bonnie and Clyde, le polar musical, produite par Lard'Enfer et présentée ensuite à Avignon puis sur Paris. Déjà-Vu, spectacle de la compagnie colombienne La Gata Cirko, laisse présager quant à lui de l'ouverture du festival aux arts du nouveau cirque .
En 2010, le Mois Molière célèbre l'année France-Russie en invitant la danseuse étoile du Théâtre Mariinski de Saint-Pétersbourg, Ouliana Lopatkina, à se produire au Théâtre Montansier. Elle y présente un duo créé pour l'occasion, rendant hommage aux grandes ballerines russes Anna Pavlova, Maya Plisetskaya et Galina Ulanova .
Cette même année, le Conservatoire d'art dramatique de Montréal clôture le festival avec une création-hommage réalisée à sa demande et mettant en scène le frère imaginaire de Jean-Baptiste Poquelin, immigré au Québec.
Depuis 2017, le festival s'est doté d'une catégorie Théâtre d'Idées, se composant de débats et de conférences autour d'un thème donné. Les intervenants se sont vu réfléchir sur le thème Littérature et Résistance en 2017 et ils s'interrogeront pour l'édition 2018 sur Tolérance et Liberté.
Pour la saison 2018, le mois Molière présente, en plus du théâtre classique et contemporain, du cirque, du théâtre amateur, du théâtre musical ou encore des concerts de musique classique, ainsi que des conférences et des visites au sein de la ville, co-organisées entre la Ville de Versailles et l'Office de Tourisme.

## Les Compagnies en résidence
François de Mazières, devenu maire de Versailles en 2008, souhaite que la ville poursuive une politique originale de soutien aux arts vivants, avec la mise en place de résidences artistiques permanentes sur son territoire. Cette politique est mise en place dès 2010. En 2018, 12 compagnies sont accueillies à Versailles. 
"François de Mazières est l'un des très rares hommes politiques français à connaître le spectacle vivant. Si le Mois Molière, qu'il a créé en 1996, avec l'ambition de faire découvrir gratuitement des talents neufs, est très repéré, il n'est que la partie émergée d'un travail de fond qui repose notamment sur l'accueil en résidence de certaines compagnies".
Les compagnies hébergées ont ainsi la possibilité de développer leur activité, tant artistique qu’administrative, puis d’interagir avec toutes les populations surtout celles qui semblent les plus éloignées des mondes de la culture. Ainsi, le Mois Molière traduit la volonté de soutenir les artistes et la création, pour représenter et défendre la diversité culturelle, afin que toutes les populations puissent accéder à la culture, ici théâtrale.

### Mobilis-Immobilis
La Compagnie Mobilis Immobilis, a été créée en 1998 par Maflohé Passedouet, et se définit comme une compagnie pluridisciplinaire dédiée à la création contemporaine, mêlant arts numériques, arts du spectacle vivant, arts plastiques et arts de l’audiovisuel. Sa recherche chorégraphique s’articule autour du positionnement entre les interfaces scéniques, le corps et les technologies numériques. Il s’agit d’explorer les différents modes d’expression, tels que les arts cinétiques et arts visuels ou encore l’art chorégraphique, afin de questionner l’environnement, réel ou créé, dans lequel le corps évolue.

### La Boîte aux lettres
La Boîte aux Lettres est née en 2009 à l’initiative de trois jeunes comédiens et metteurs en scène : Salomé Villiers, Bertrand Mounier et François Nambot. Cette collaboration vient d'une envie d'allier leurs différents points de vue, parcours et connaissances artistiques afin de créer une structure ouverte, jeune et dynamique. De Lagarce à Marivaux en passant par Garcia Lorca, ils mettent un point d’honneur à aborder de la même manière les registres classiques et contemporains. La créativité est au cœur des objectifs des différentes comédiens, metteurs en scènes et autres intermittents du spectacle que compte cette compagnie.
Le jeu de l’amour et du Hasard, de Marivaux a été montée pour la saison 2018 dans un style 70's.

### L'Éternel Eté
L’Éternel Eté est une compagnie théâtrale qui souhaite porter principalement la parole des auteurs vivants et défendre l’idée d’un théâtre populaire, exigeant et accessible à tous, en ayant le souci d’une diffusion sur tout le territoire. La simplicité technique doit permettre aux pièces d’être jouées partout en s’adaptant aux lieux de représentations. Afin de rencontrer le public, des stages et ateliers sont proposés après les représentations. S’inscrivant dans l’idéal d’une troupe de huit comédiens réguliers, cela permet de constituer un répertoire et de rester dans une même ville avec la même équipe tout en proposant des spectacles différents.

### Compagnie Viva
En 2002, Anthony Magnier est à l’initiative la compagnie Viva et entreprend d'explorer la modernité des grands textes du répertoire, tout en les partageant avec un large public. Par une réappropriation de la langue théâtrale, des travaux de traduction et d'adaptation, mais aussi des explorations techniques et plastiques, la compagnie réinterroge les procédés de transmission des œuvres classiques, comme Le Misanthrope de Molière mis en scène par cette compagnie lors du Mois Molière 2018, au public contemporain.

### A.I.D.A.S.
L'ambition de l'Académie Internationale Des Arts du Spectacle est d'offrir la possibilité à ses élèves de se former aux disciplines fondamentales des arts du spectacle en donnant une véritable formation professionnelle au métier de comédien. L'enseignement donné à des étudiants aussi bien étrangers que français, couvre de nombreux aspects du métier de l'acteur : dramaturgie, interprétation, danse, chant, pantomime, escrime et acrobatie. Cette école de théâtre à renommée européenne propose ainsi une formation d’acteur en continu, grâce à la création et à la rencontre constante avec le public.Le Bourgeois gentilhomme, de Molière est une des nombreuses pièces de théâtre montées par l'Académie pour le Mois Molière 2018.

### Compagnie du Catogan
Créée en 2006 et dirigée par Gwenaël de Gouvello, la compagnie du Catogan actuellement en résidence à Versailles propose un théâtre, où l’objet animé, mécanisé et manipulé est au cœur des spectacles. Afin de porter plus loin l’imaginaire, cette compagnie veut proposer un théâtre poétique, mêlant création contemporaine et classique. De Feydeau à Chateaubriand, en passant par Voltaire, la compagnie propose pour l’édition 2018 du Mois Molière Matilda, de Roald Dahl.

### Comédiens & Compagnie
"Reconnus parmi les meilleurs spécialistes de la commedia dell’arte, les acteurs de la troupe “Comédiens & Compagnie” savent tout faire, ils chantent, dansent, cascadent, allient l’émotion et le rire, maîtrisent parfaitement le registre comique et dramatique"... La Tribune
Les femmes savantes, Molière est une pièce d théâtre montée par la troupe de Comédiens & Cie à l'occasion du Mois Molière.

### Compagnie de l'Alouette
Depuis septembre 2014, la Compagnie de l'Alouette est l'une des compagnies artistiques en résidence dans la Ville de Versailles. Bénéficiant d'un espace de création de 80m² et de bureaux au sein du groupe scolaire Petit-Bois, elle propose une relation étroite avec les élèves de l'établissement, découvrant le théâtre et le spectacle vivant grâce à la présence de comédiens professionnels dans leur environnement scolaire. Afin de convenir à tous les publics, la compagnie propose en 2018 lors du Mois Molière Histoire comme ça, d’après Rudyard Kipling qui conviendra aux petits comme aux grands enfants.

### Chapiteau Méli-Mélo de Porchefontaine
Aujourd’hui, le Chapiteau Méli-Mélo est à la fois une école de cirque de loisirs ouverte à tous, un lieu de diffusion de spectacles vivants et un lieu d’accueil en résidence d’artistes. Le tout animé par une équipe de bénévoles et de salariés passionnés par les arts du cirque. L’association Méli-Mélo est accueillie en résidence par la Ville de Versailles depuis 2012. La Ville met à disposition le terrain ainsi que la roulotte et apporte son soutien en communication et en technique.
Membre de la Fédération Française des Écoles de Cirque et de la Fédération Régionale des Écoles de Cirque, Méli-Mélo fait également partie du Réseau Actes If, groupement de structures culturelles intermédiaires d’Île-de-France.

### Les Mauvais Élèves
La compagnie Les Mauvais élèves a été créée en 2013 par 4 comédiens, dont Elisa Benisio (fille du duo d’acteurs Shirley et Dino). À partir de janvier 2018, elle a rejoint la Compagnie du Catogan dans la Maison Giraudoux. Forts du succès de leur deuxième spectacle, Les amoureux de Shakespeare, ils prépareront là leur prochaine création, et seront amenés à créer des liens avec les écoles de leur quartier d’implantation. Les Grands Rôles, crée pour le Mois Molière, par Shirley et Dino est présenté à l'occasion de la saison 2018.

### Voix des Plumes
Le collectif Voix des plumes s'engage pour un théâtre populaire, vivant et poétique. En s'appuyant sur un solide esprit de troupe et sur une esthétique scénographique et musicale soignée, ils défendent des textes forts et accessibles dans des mises en scène dynamiques. Le collectif a pris ses quartiers en avril 2016 à l'école Carnot pour une résidence de longue durée à Versailles. Le Double, de Dostoïevski est joué lors du Mois Molière 2018.

### Saint-Michel
En résidence à Versailles au sein de la Bibliothèque centrale depuis juillet 2014, le groupe d'électro-pop, composé de deux jeunes musiciens passionnés, poursuit sa création musicale. Le groupe participe également régulièrement aux événements de la Ville de Versailles en organisant concerts et ateliers.

## Les sites

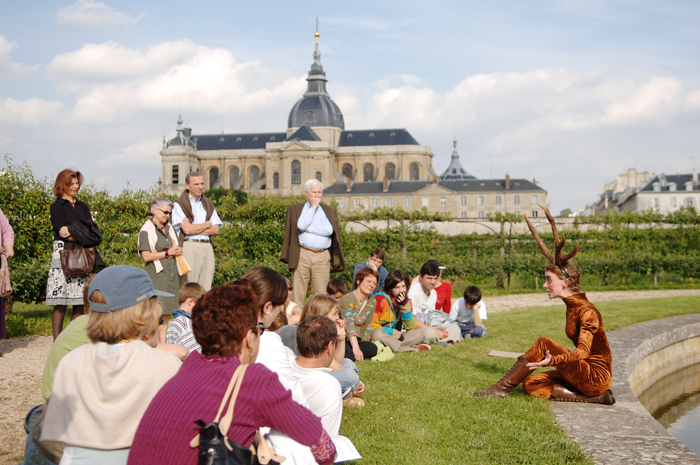
Les Fables de La Fontaine en 2006.

En 2018, le Mois Molière présente 350 manifestations sur 60 sites.
Toute la ville de Versailles se transforme chaque année en théâtre à ciel ouvert pour le festival. Parmi les lieux accueillant des représentations figurent :
- la Cour de la Grande Écurie (650 places)
- la Salle des Moulages de la Petite Écurie (320 places)
- les bosquets du Château de Versailles (500 places)
- l'Académie du spectacle équestre (550 places)
- la salle du Jeu de paume (80 places)
- le Théâtre Montansier (550 places)
- le Chapiteau de Porchefontaine (248 places)
- La Rotonde
- l'Espace Richaud
- Le Potager du Roi
- La place du marché Notre-Dame
- les rues, parcs et places de Versailles

## La Presse en Parle
« S’il y a un secret dans la réussite du Mois Molière à Versailles, il tient en grande partie à la personnalité de son initiateur, François de Mazières, le maire de la ville (...) Il n’est pas un été sans qu’il fasse un séjour d’au moins une semaine au Festival d’Avignon. Et là, avec la fougue d’un passionné, il part à la découverte de jeunes compagnies. François de Mazières est l’un des très rares hommes politiques français à connaître le spectacle vivant. Si le Mois Molière, qu’il a créé en 1996, avec l’ambition de faire découvrir gratuitement des talents neufs, est très repéré, il n’est que la partie émergée d’un travail de fond qui repose notamment sur l’accueil en résidence de certaines compagnies. On ne le sait pas assez, mais la cité du Roi-Soleil est un havre pour les artistes tout au long de l’année. » ARMELLE HÉLIOT,  La Figaroscope
« Le chemin est long du projet à la chose : parmi les citations de Molière, gageons que le Mois Molière ne renierait pas celle-ci. Car depuis 1996, la manifestation fondée sur la gratuité en a fait du chemin et elle figure aujourd’hui parmi les festivals de théâtre les plus fréquentés de France. »Théâtre(s) Magazine
« Le Mois Molière, c’est une belle occasion que de voir, de l’Antiquité jusqu’aux auteurs contemporains, un théâtre à la fois populaire et de qualité ! »BERNARD THOMASSON, France Info
« Théâtre, danse, mais aussi musique. Avec ce mois consacré à Molière, la cité royale met en lumière ce génie universel. Versailles en lumière donc, pour le Mois Molière, pendant tout le mois de juin ! »AUGUSTIN TRAPENARD, France Inter
« L’affiche : Le coeur du festival bat dans la cour de la Grande Ecurie (650 places), où les spectacles du « In » sont tous gratuits. Assurant la direction artistique de cette programmation, François de Mazières, le maire DVD de Versailles et fondateur du festival, se rend chaque année en famille à Avignon en repérage. Il privilégie les spectacles de troupes et le théâtre populaire s’adressant au plus grand nombre. Dans la Grande Ecurie sont mises en avant plusieurs créations de compagnies en résidence à Versailles. (…)
Pourquoi on y va : Pour le foisonnement créatif, l’ambiance festive et conviviale renouant avec le théâtre de tréteaux dressés aux quatre coins de la ville. (…)
Le conseil : Réserver pour les spectacles payants (de 5 à 20 €). Et arriver tôt puis s’armer de patience pour ceux qui sont en entrée libre. Comme chaque année, la règle est des plus simples : premier arrivé, premier servi. Prévoir pour la file d’attente siège d’appoint, petites provisions et une petite laine et/ou couverture si la soirée s’annonce fraîche. »
SYLVAIN MERLE, Le Parisien- Aujourd’hui en France

## Organisation
Le Mois Molière est organisé par la Ville de Versailles avec le soutien de bénévoles (plus de 250 en 2009).
François de Mazières, le créateur, en assure la direction artistique.